# Edoardo Zambanini
Edoardo Zambanini (* 21. April 2001 in Riva del Garda) ist ein italienischer Radrennfahrer.

## Sportlicher Werdegang
Mit dem Wechsel in die U23 wurde Zambanini Mitglied im Team Zalf Euromobil Fior. Bereits im ersten Jahr gewann er die Gesamtwertung des Giro Ciclistico d’Italia, den er insgesamt als Zehnter der Gesamtwertung beendete.
Nach einer Reihe von Top-10-Platzierungen in der Saison 2021 erhielt er zur Saison 2022 einen Vertrag beim UCI WorldTeam Bahrain Victorious. Bereits im ersten Jahr nahm er mit der Vuelta a España erstmals an einer Grand Tour teil, die er als 36. der Gesamtwertung beendete. Dabei erzielte er auf der neunten Etappe mit Platz 3 seine bisher beste Etappenplatzierung bei einer Grand Tour. Auch 2024 stand er mehrfach auf dem Podium, unter anderem als Etappenzweiter bei der Kroatien-Rundfahrt, ein Sieg blieb ihm jedoch bisher verwehrt. 

## Erfolge
2020
- Nachwuchswertung Giro Ciclistico d’Italia

## Grand Tour-Platzierungen
| Grand Tour            | 2022 | 2023 | 2024 | 2025 |
| --------------------- | ---- | ---- | ---- | ---- |
| Giro d’ItaliaGiro     | –    | 40   | 27   | 27   |
| Tour de FranceTour    | –    | –    | –    |      |
| Vuelta a EspañaVuelta | 36   | –    | –    |      |